# Chiquititas em Festa (álbum)
Chiquititas em Festa é o terceiro álbum da trilha sonora da telenovela brasileira Chiquititas. Lançado no final de 1998, tem como tema principal as festas de fim de ano (Natal e Ano Novo) e outras celebrações (como Copa do Mundo e celebração a vida). Trata-se de um projeto especial, sendo que o volume 3 da novela, referente a sua terceira temporada seria lançado no ano seguinte, em 1999. 
A lista de faixas possui sete canções inéditas, duas versões remix, e duas faixas em versão karaokê de dois sucessos do primeiro álbum da novela. As músicas fizeram parte da primeira fase da terceira temporada, exibida de julho a dezembro de 1998.

## Antecedentes e produção
Segundo o jornal Tribuna da Imprensa, após o ótimo retorno comercial do álbum Chiquititas 2, que vendeu próximo das 900 mil cópias em poucos meses, a equipe do SBT iniciou as gravações de uma terceira trilha naquele mesmo ano, na expectativa de um retorno líquido semelhante.
As canções foram todas compostas por Carlos Nilson e Cristina de Giacomi, as versões para o português são de Cayon Gadia, que também dirigiu o projeto junto com Nilson. Novamente, as vozes foram feitas por cantores desconhecidos que são creditados no encarte do disco.

## Lançamento e divulgação
O lançamento ocorreu em 1998, poucos meses após Chiquititas 2. Da mesma forma que os antecessores, a divulgação deu-se, principalmente, através dos videoclipes exibidos na novela. De acordo com o Jornal do Brasil, de 2 a 8 de janeiro o elenco dividiu-se entre São Paulo, Guarujá e Paraty para as gravações de quatro videoclipes das músicas que estavam no CD.
O clipe da canção “Natal” era exibido nos intervalos da programação do SBT como tema de final de ano, ele passou a ser exibido desde 1997, e possui duas versões: uma com o elenco de 1997 e outra com o elenco de 1998.[carece de fontes?] A faixa “Verde e Amarelo” foi a única canção a não ganhar um videoclipe.
A divulgação também contou com um show em algumas cidades brasileiras. A ideia de um show em teatro com o elenco da novela começou ainda em 1997, naquela época, o diretor artístico do SBT, Nilton Travesso, recebeu um convite da emissora argentina Telefé para implantar no Brasil uma versão teatral de Chiquititas. A estreia ocorreu no Via Funchal, em São Paulo, e teve toda a sua temporada com ingressos esgotados, no primeiro show, mais de 21 mil ingressos foram vendidos. O investimento foi de 10 milhões de dólares e contou com 20 caminhões para transportar equipamentos, cenários e figurinos.
Cinco das faixas do álbum foram cantadas na turnê, cujo setlist incluía: "Era Uma Vez", "Até Dez", "Mentirinhas", "Tudo Tudo", "Crescer", "O Que Você Fez?", "Coração Com Buraquinhos", "Remexe", "Blue Jeans Baby Tatuá", "Me Passam Coisas", "Brinquedo Pra Montar", "Papai", "Verde e Amarelo", "Bruxas Malvadas", "Igual aos Demais", "Amigas", "Berlinda", "Só Por Uma Vez", "Porque Deus" e "Viva a Vida".[carece de fontes?] A dupla ET & Rodolfo, do programa Domingo Legal, do apresentador Gugu Liberato ficou encarregada de cobrir o espetáculo, com imagens ao vivo durante a programação.

## Desempenho comercial
Apesar de ser um projeto especial, obteve sucesso junto ao público. 
Alguns sites publicaram que o número de cópias vendidas com as trilhas de Chiquititas durante a década de 1990 foram de 2,6 milhões ou até 3 milhões com os três primeiros CDs; o jornal O Estado de S. Paulo, por sua vez, revelou que cada um dos discos cinco discos lançados após o primeiro vendeu no mínimo 200 mil cópias, por essas informações conclui-se que as vendas de Chiquititas em Festa estão entre 200 mil e um milhão de cópias no Brasil.
A ABPD não auditou as vendas do disco para que ele recebesse um certificado, sendo esse, junto com o Chiquititas Vol.3, os únicos do grupo a não receber certificado pela organização.

## Lista de faixas
- Créditos adaptados do encarte do CD Chiquititas em Festa, de 1998.[3]

| N.º | Título                                | Compositor(es)                                                 | Duração |  |
| 1.  | "Só Por Uma Vez" (Por Una Sola Vez)   | María Cristina De Giácomi, Carlos Zulisber Nilson, Caion Gadia | 3:34    |  |
| 2.  | "Papai" (Papá)                        | Giácomi, Nilson, Gadia                                         | 3:04    |  |
| 3.  | "O Que Você Fez?" (¿Qué Hiciste Qué?) | Giácomi, Nilson, Gadia                                         | 2:11    |  |
| 4.  | "Viva a Vida" (Viva La Vida)          | Giácomi, Nilson, Gadia                                         | 2:12    |  |
| 5.  | "Verde e Amarelo" (Celeste y Blanco)  | Giácomi, Nilson, Gadia                                         | 2:45    |  |
| 6.  | "Ano Novo" (Año Nuevo)                | Giácomi, Nilson, Gadia                                         | 1:59    |  |
| 7.  | "Natal" (Navidad)                     | Giácomi, Nilson, Gadia                                         | 1:08    |  |
| 8.  | "Viva A Vida" (Remix)                 | Giácomi, Nilson, Gadia                                         | 3:03    |  |
| 9.  | "O Que Você Fez?" (Remix)             | Giácomi, Nilson, Gadia                                         | 2:28    |  |
| 10. | "Remexe (Rechufas)" (Karaokê)         | Giácomi, Nilson, Gadia                                         | 2:47    |  |
| 11. | "Tudo Tudo (Todo Todo)" (Karaokê)     | Giácomi, Nilson, Gadia                                         | 2:37    |  |